# Kevin Kurányi
Kevin Kurányi, né le 2 mars 1982 à Rio de Janeiro, est un footballeur international allemand. Il possède aussi les nationalités hongroise, brésilienne et panaméenne.

## Biographie

### Enfance et formation au Brésil puis en Allemagne
Kevin Kurányi est issu d'un mélange de plusieurs nationalités : son arrière-grand-père est danois, son grand-père est hongrois, son père Kont allemand né à Paris et sa mère panaméenne. Ses parents se rencontrent au Brésil et, le 2 mars 1982, Kevin naît avec trois passeports : brésilien, panaméen et allemand. Né à Rio de Janeiro, Kevin effectue ses gammes sur la place de Copacabana. Supporter de Flamengo et Romario, il signe sa première licence au FC Serrano.
À quinze ans, son père le fait rentrer en Allemagne après un crochet par le pays de sa mère et le Sporting Panama en 1996. En janvier 1997, Kurányi découvre la Forêt-Noire et s'installe chez une amie de sa mère avant de trouver une famille d'accueil. Sollicité par le FC Augsbourg, l'adolescent effectue un essai concluant au VfB Stuttgart. Champion d'Allemagne des « moins de 16 ans », il remporte ensuite la Coupe nationale des « moins de 18 ans ». Kurányi évolue avec l'équipe réserve en Regionalliga Sud et impressionne le manager Rolf Rüssmann qui l'intègre au groupe professionnel.

### Révélation avec Stuttgart (2001-2005)
Le 28 juillet 2001, Kurányi est lancé en Bundesliga par Felix Magath, contre Cologne (0-0). Il inscrit son premier but au sein de l'élite contre Kaiserslautern le 16 décembre (2-2). C'est son seul but en cinq matchs lors de la saison 2001-2002 mais il continue d'apprendre en même temps avec l'équipe réserve (25 matchs et neufs buts). Devenu international espoirs allemand, il attaque sa seconde saison professionnelle à l'été 2002 en marquant beaucoup. Il score en Coupe d'Allemagne, Coupe Intertoto conter Lille, Coupe de l'UEFA. Il enchaine aussi en championnat avec six buts lors de ses 410 premières minutes de jeu (un but toutes les 68 minutes).
Révélation de la Bundesliga, le jeune attaquant boucle l'exercice 2002-2003 à la quatrième place du classement des buteurs avec quinze buts en 32 matchs. Grâce à son buteur, le VfB Stuttgart accroche un ticket pour la Ligue des champions. Pisté par l'Inter, le Milan AC et le FC Barcelone, il est déclaré intransférable alors que son contrat prend fin en juin 2005. Au tiers de l'exercice 2003-2004, Kuranyi est en tête du classement des buteurs (cinq en douze rencontres) et marque en C1 contre Manchester United et les Glasgow Rangers.
Il quitte Stuttgart pendant le mercato d'été 2005 pour rejoindre Schalke 04 où il signe un contrat de cinq ans.

### Confirmation avec Schalke 04 (2005-2010)
Après une première année difficile à Schalke, il s'impose comme le premier attaquant du club et de l'équipe nationale. Le 16 avril 2008, il réussit l'exploit de signer un quadruplé lors d'un match de championnat face à Cottbus.
Après l'expiration de son contrat à Schalke, il s'engage à l'issue de la saison 2009-2010 avec le Dynamo Moscou pour 3 ans. « J’ai choisi la Russie et je ne le regrette absolument pas, déclare-t-il sur le site de la FIFA. La seule chose qui me dérange, c’est le regard des autres. Le football russe est d’un excellent niveau, contrairement à ce que j’entends ici ou là. Les résultats dans les compétitions européennes le prouvent ». Il y perçoit 6 millions d'euros par an, soit le double de son salaire à Gelsenkirchen où il a été élu meilleur joueur du club par les supporters lors de sa dernière saison.

### Cinq ans au Dynamo Moscou (2010-2015)
Au cours de la première partie de la saison 2010, Kurányi brille avec le Dynamo Moscou marquant 15 buts toutes compétitions confondues sous ses nouvelles couleurs. Il termine finalement avec 9 buts en Championnat à l'issue de sa première saison en Russie.

### En sélection
Avec ses trois passeports (brésilien, panaméen et allemand), Kurányi a le choix du pays qu'il veut représenter. Vivant en Allemagne au moment de son choix et y ayant fini sa formation, il opte pour la Nationalmannschaft. Il connaît sa première sélection espoirs contre la Russie le 16 avril 2002 (2-1).
En panne de buteur, Rudi Völler fait appel à Kurányi . Il fait ses débuts pour la sélection A lors des éliminatoires de l'Euro 2004 contre la Lituanie (1-1), le 29 mars 2003. Il marque son premier but international le 11 octobre 2003 contre l'Islande (3-0), pour sa troisième cape et donne la qualification à la Nationalmannschaft pour le championnat d'Europe au Portugal.
Il joue pour son pays d'adoption lors de la phase finale de l'Euro 2004 et dispute les trois matchs de son équipe piteusement éliminée au premier tour, lors de la phase de poules. Il fait de nouveau partie du groupe allemand à la Coupe des confédérations 2005 jouée sur le sol allemand, mais, à cause de performances très moyennes lors de la saison 2005-2006, il n'est pas sélectionné par Jürgen Klinsmann pour la Coupe du monde 2006 en Allemagne.
La saison 2006-2007 est celle du retour en forme pour Kurányi . Après 15 mois d'absence, il est rappelé en équipe nationale, marquant lors de la victoire (3-1) de l'Allemagne contre la Suisse, le 7 février 2007 en match amical à Düsseldorf. Lors des éliminatoires de l'Euro 2008, il qualifie l'Allemagne contre la Tchéquie, le 24 mars 2007 en marquant les deux buts dans la victoire de son équipe (2-1).
Il est exclu de l'équipe nationale pour avoir quitté la sélection allemande sans prévenir quiconque, le soir du 11 octobre 2008, après le match Allemagne - Russie (2-1), qualificatif pour la Coupe du monde 2010 en Afrique du Sud.

## Style de jeu
Alors sélectionneur de l'Allemagne, Rudi Völler dit de Kurányi en 2003 : « c'est un lutteur qui fait bien jouer les autres et qui use l'adversaire. Malgré son gabarit, il va vite, sent les coups, est efficace des deux pieds et excelle dans le jeu de tête ».

## Statistiques

### Détails par saison
Dernière mise à jour le 8 avril 2014
| Saison      | Club            | Pays      | Championnat | Coupe | Coupe d'Europe    |
| 2001 - 2002 | VfB Stuttgart   | Allemagne | 5 (1)       | 2 (1) | -                 |
| 2002 - 2003 | VfB Stuttgart   | Allemagne | 32 (15)     | 2 (2) | 8 (4) (C1)        |
| 2003 - 2004 | VfB Stuttgart   | Allemagne | 33 (11)     | 2 (1) | 8 (3) (C1)        |
| 2004 - 2005 | VfB Stuttgart   | Allemagne | 29 (13)     | 2 (2) | 6 (3) (C3)        |
| 2005 - 2006 | FC Schalke 04   | Allemagne | 30 (10)     | 2 (0) | 6+6 (2+1) (C1+C3) |
| 2006 - 2007 | FC Schalke 04   | Allemagne | 34 (15)     | 2 (2) | 2 (0) (C3)        |
| 2007 - 2008 | FC Schalke 04   | Allemagne | 32 (15)     | 2 (2) | 8 (3) (C1)        |
| 2008 - 2009 | FC Schalke 04   | Allemagne | 33 (13)     | 4 (2) | 5 (1) (C3)        |
| 2009 - 2010 | FC Schalke 04   | Allemagne | 28 (18)     | 4 (2) | -                 |
| 2010        | Dynamo Moscou   | Russie    | 16 (9)      | 0 (0) | -                 |
| 2011-2012   | Dynamo Moscou   | Russie    | 41 (13)     | 6 (0) | -                 |
| 2012-2013   | Dynamo Moscou   | Russie    | 27 (10)     | 3 (1) | 4 (0) (C3)        |
| 2013-2014   | Dynamo Moscou   | Russie    | 15 (8)      | 0 (0) | -                 |
| 2014-2015   | Dynamo Moscou   | Russie    | 24 (10)     | 1 (0) | 14 (5) (C3)       |
| 2015-2016   | 1899 Hoffenheim | Allemagne | 14 (0)      | 1 (0) |                   |
| 2016-2017   | 1899 Hoffenheim | Allemagne |             |       |                   |

### Buts en sélection
| Buts en sélection de Kevin Kurányi | Buts en sélection de Kevin Kurányi | Buts en sélection de Kevin Kurányi | Buts en sélection de Kevin Kurányi | Buts en sélection de Kevin Kurányi | Buts en sélection de Kevin Kurányi | Buts en sélection de Kevin Kurányi |
| #                                  | Date                               | Lieu                               | Adversaire                         | Score                              | Résultats                          | Compétitions                       |
| ---------------------------------- | ---------------------------------- | ---------------------------------- | ---------------------------------- | ---------------------------------- | ---------------------------------- | ---------------------------------- |
| 1                                  | 11 octobre 2003                    | AOL Arena, Hambourg                | Islande                            | 3-0                                | 3-0                                | Éliminatoires Euro 2004            |
| 2                                  | 31 mars 2004                       | RheinEnergieStadion, Cologne       | Belgique                           | 1-0                                | 3-0                                | Match amical                       |
| 3                                  | 2 juin 2004                        | St. Jakob-Park, Bâle               | Suisse                             | 1-0                                | 2-0                                | Match amical                       |
| 4                                  | 2 juin 2004                        | St. Jakob-Park, Bâle               | Suisse                             | 2-0                                | 2-0                                | Match amical                       |
| 5                                  | 18 août 2004                       | Ernst-Happel-Stadion, Vienne       | Autriche                           | 1-0                                | 3-1                                | Match amical                       |
| 6                                  | 18 août 2004                       | Ernst-Happel-Stadion, Vienne       | Autriche                           | 2-1                                | 3-1                                | Match amical                       |
| 7                                  | 18 août 2004                       | Ernst-Happel-Stadion, Vienne       | Autriche                           | 3-1                                | 3-1                                | Match amical                       |
| 8                                  | 8 septembre 2004                   | Olympiastadion, Berlin             | Brésil                             | 1-1                                | 1-1                                | Match amical                       |
| 9                                  | 17 novembre 2004                   | Zentralstadion, Leipzig            | Cameroun                           | 1-0                                | 3-0                                | Match amical                       |
| 10                                 | 21 décembre 2004                   | Rajamangala Stadium, Bangkok       | Thaïlande                          | 1-0                                | 5-1                                | Match amical                       |
| 11                                 | 21 décembre 2004                   | Rajamangala Stadium, Bangkok       | Thaïlande                          | 2-0                                | 5-1                                | Match amical                       |
| 12                                 | 9 février 2005                     | LTU Arena, Düsseldorf              | Argentine                          | 2-1                                | 2-2                                | Match amical                       |
| 13                                 | 15 juin 2005                       | Commerzbank-Arena, Francfort       | Australie                          | 1-0                                | 4-3                                | Coupe des confédérations 2005      |
| 14                                 | 21 juin 2005                       | Frankenstadion, Nuremberg          | Argentine                          | 1-0                                | 2-2                                | Coupe des confédérations 2005      |
| 15                                 | 7 février 2007                     | LTU Arena, Düsseldorf              | Suisse                             | 1-0                                | 3-1                                | Match amical                       |
| 16                                 | 24 mars 2007                       | Synot Tip Arena, Prague            | Tchéquie                           | 1-0                                | 2-1                                | Éliminatoires Euro 2008            |
| 17                                 | 24 mars 2007                       | Synot Tip Arena, Prague            | Tchéquie                           | 2-0                                | 2-1                                | Éliminatoires Euro 2008            |
| 18                                 | 2 juin 2007                        | Frankenstadion, Nuremberg          | Saint-Marin                        | 1-0                                | 6-0                                | Éliminatoires Euro 2008            |
| 19                                 | 22 août 2007                       | Stade de Wembley, Londres          | Angleterre                         | 1-1                                | 2-1                                | Match amical                       |

## Palmarès
2005: Vainqueur de la Coupe de la Ligue (Schalke 04)
2007 : Finaliste de la Coupe de la Ligue (Schalke 04)
2008 : Finaliste de l'Euro (Allemagne)